# 馬里烏波爾醫院空襲
2022年3月9日，俄羅斯空軍在2022年俄羅斯入侵烏克蘭期間轟炸了烏克蘭馬里烏波爾的一家婦產醫院，該醫院內設有兒童醫院和產科病房，造成至少4人死亡和至少17人受傷，並導致至少一名胎兒死於生产。 
烏克蘭總統澤連斯基和歐盟委員會副主席何塞·波瑞爾·豐特列斯將爆炸事件描述為戰爭罪。3月10日，俄羅斯外交部長和國防部聲稱，當時烏克蘭武裝部隊進入了該婦產醫院，作為對醫院進行轟炸的正當理由。但一些媒體機構已經證實俄羅斯的說法是錯誤的。 
歐洲安全與合作組織的一份報告得出結論，此次空襲是俄羅斯的戰爭罪行。

## 背景
在2022年俄羅斯入侵烏克蘭期間，俄羅斯和親俄軍隊圍攻馬里烏波爾。 俄羅斯和烏克蘭當局最終達成協議，允許平民於2022年3月9日在人道主義走廊從馬里烏波爾和其他四個烏克蘭城鎮撤離。

## 轟炸
在停火期間，馬里烏波爾的一家兒童和婦產醫院被俄羅斯軍隊空襲多次。
烏克蘭當局描述醫院「巨大的」破壞。 襲擊發生後的影片顯示「建築物前部的大部分……被炸毀」和「一些汽車殘骸燃燒」。 醫院病房「被夷為平地，牆壁倒塌，瓦礫覆蓋醫療設備，窗戶被炸毀，玻璃碎片無處不在。」
烏克蘭總統弗拉基米爾·澤倫斯基表示，人們在襲擊前及時躲避，所以傷亡人數沒那麼高。

## 受害者
2022年3月9日，頓涅茨克州州長表示，包括分娩婦女在內的17人在爆炸中受傷。 根據一名神經學家的說法，「婦女、新生兒和醫務人員被殺」。3月10日，地方當局表示，一名女孩和另外兩人在爆炸中喪生。
在爆炸後一名孕婦被轉移到另一家醫院，並在生下死胎後死亡。她在爆炸中多處受傷，包括骨盆壓碎和髖關節脫臼，這導致了她孩子的死產。
另一名孕婦，在第二天生了一個女兒。 4月初，該名孕婦接受了一次採訪，她說醫院沒有受到空襲，而是遭到「炮擊」，美聯社稱這與證據相矛盾。 其後在5月接受英國廣播公司採訪時表示醫院當時正在運作，沒有烏克蘭軍隊駐紮在醫院內，這與俄羅斯聲稱該醫院沒有運作並已經被士兵接管的說法相矛盾。

## 戰爭罪索賠
歐盟外交事務負責人何塞普·博雷爾將爆炸事件描述為戰爭罪。英國議會負責國隊的議員詹姆斯·希佩表示，無論襲擊醫院還是不分青紅皂白地向建築開火亦或是故意瞄准，這就是戰爭罪。烏克蘭領導人也表達了類似的觀點。

## 反應

### 烏克蘭
馬里烏波爾副市長謝爾蓋·奧爾洛夫表示：「我們不明白在現代生活中為什麼會出現轟炸兒童醫院的情況。」馬里烏波爾市議會形容俄羅斯空軍的轟炸是故意的。 澤倫斯基則表示，這次襲擊「證明了對烏克蘭人的種族滅絕正在發生」。 馬里烏波爾副市長謝爾蓋·奧爾洛夫將這次襲擊描述為戰爭罪和種族滅絕。

### 俄羅斯
3月10日，俄羅斯外交部長和國防部公開聲稱此次空襲是合理的。 據「烏克蘭真理報」報道，外交部長謝爾蓋·拉夫羅夫證實，轟炸醫院是蓄意行動。他表示：“幾天前，在聯合國安理會的一次會議上，俄羅斯代表團提供了事實證明，該婦產醫院早已被亞速營和其他激進分子接管，所有分娩的婦女，所有護士和所有工作人員都被告知離開。它是极端激进的亞速營的一个基地。”。國防部長發言人伊戈爾·科納申科夫表示，"俄羅斯軍用飛機在馬里烏波爾地區絕對沒有完成擊中地面目標的任務，「並且‘所謂的空襲’是‘為了維持西方觀眾中強烈反俄抗議而上演的挑釁’。」 此前，俄羅斯軍方聲稱亞速營和艾達爾營正在從馬里烏波爾的“學校、醫院和幼兒園”開火。“
2022年3月10日，Twitter刪除了俄羅斯駐英國大使館的一條推文，該推文聲稱馬里烏波爾醫院的襲擊是「假的」，其中一名受害者是「女演員」，違反了Twitter規則。 英國政界人士對這一舉動表示歡迎，並指責俄羅斯大使館提供虛假信息。
2022年3月22日，俄羅斯記者發佈有關俄羅斯炮擊馬里烏波爾一家婦產醫院的信息後，被俄羅斯以「虛假信息」法被起訴。 根據3月4日通過的一項新法律，他可被判處最高15年監禁。

### 國際
英國首相鮑里斯·約翰遜將這次襲擊描述為「墮落」。美國總統喬·拜登的新聞秘書珍·普薩基表示：「看到……在一個主權國家野蠻地使用武力追捕無辜平民，這是可怕的。」歐盟外交和安全政策高級代表約瑟夫·博雷爾將爆炸事件描述為「令人發指的戰爭罪」。梵蒂岡城樞機國務卿彼得羅·帕羅林對爆炸事件表示失望，稱其為「對平民的不可接受的襲擊」。 聯合國秘書長安東尼奧·古特雷斯表示，這次襲擊是「可怕的」，「這種毫無意義的暴力必須停止。」
爆炸事件受到國際媒體的廣泛譴責：每日鏡報和獨立報將這一行為描述為「野蠻的」，每日快報和每日郵報稱其為「墮落」，而衛報、金融時報和國家報稱其為「殘酷的」 意大利報紙將普京描述為「戰爭罪犯」，而共和國報則譴責「無辜者的死亡」。
希臘總理基里亞科斯·米佐塔基斯於3月18日發推文說，希臘「準備重建烏克蘭希臘少數民族中心馬里烏波爾的婦產醫院，這是一個我們心所珍視的城市，也是戰爭野蠻的象徵。」

## 歐洲安全組織報告
2022年4月13日，歐洲安全與合作組織(OSCE)發佈了一份涵蓋馬里烏波爾醫院空襲的報告，確認該婦產醫院可清晰識別且可運行，因此俄羅斯軍隊犯下了戰爭罪。
因此，調查團得出結論，醫院被俄羅斯襲擊摧毀。根據俄羅斯的解釋，這次襲擊一定是故意的。沒有發出有效的警告，也沒有設定時限。因此，這次襲擊構成了明顯的違反IHL

## 另見
- 馬里烏波爾劇院空襲：一週後，同一城市一個有婦女和兒童的平民空襲庇護所遭到襲擊
- 俄羅斯-敘利亞醫院轟炸活動：俄羅斯軍隊在敘利亞內戰中實施的類似襲擊
- 昆都士醫院空襲事件